# Караоткель (Іртиський район)
Караотке́ль (каз. Қараөткел) — село у складі Іртиського району Павлодарської області Казахстану. Входить до складу Каракудуцького сільського округу.
Населення — 34 особи (2021; 69 у 2009, 165 у 1999, 178 у 1989).
Національний склад станом на 1989 рік:
- казахи — 100 %.

Станом на 1989 рік село називалось Октябр.